# Francesco Gai
Francesco Gai (Roma, 4 maggio 1835 – Roma, 17 maggio 1917) è stato un pittore, scultore e architetto italiano.
Definito come "il poliedrico erede delle più ovvie convenzionalità accademiche nella Roma del papato in declino", fu artefice di opere caratterizzate da uno stile prettamente eclettico.
Si dedicò essenzialmente alla pittura, ma sono noti alcuni contributi nella scultura e nella progettazione architettonica.

## Biografia

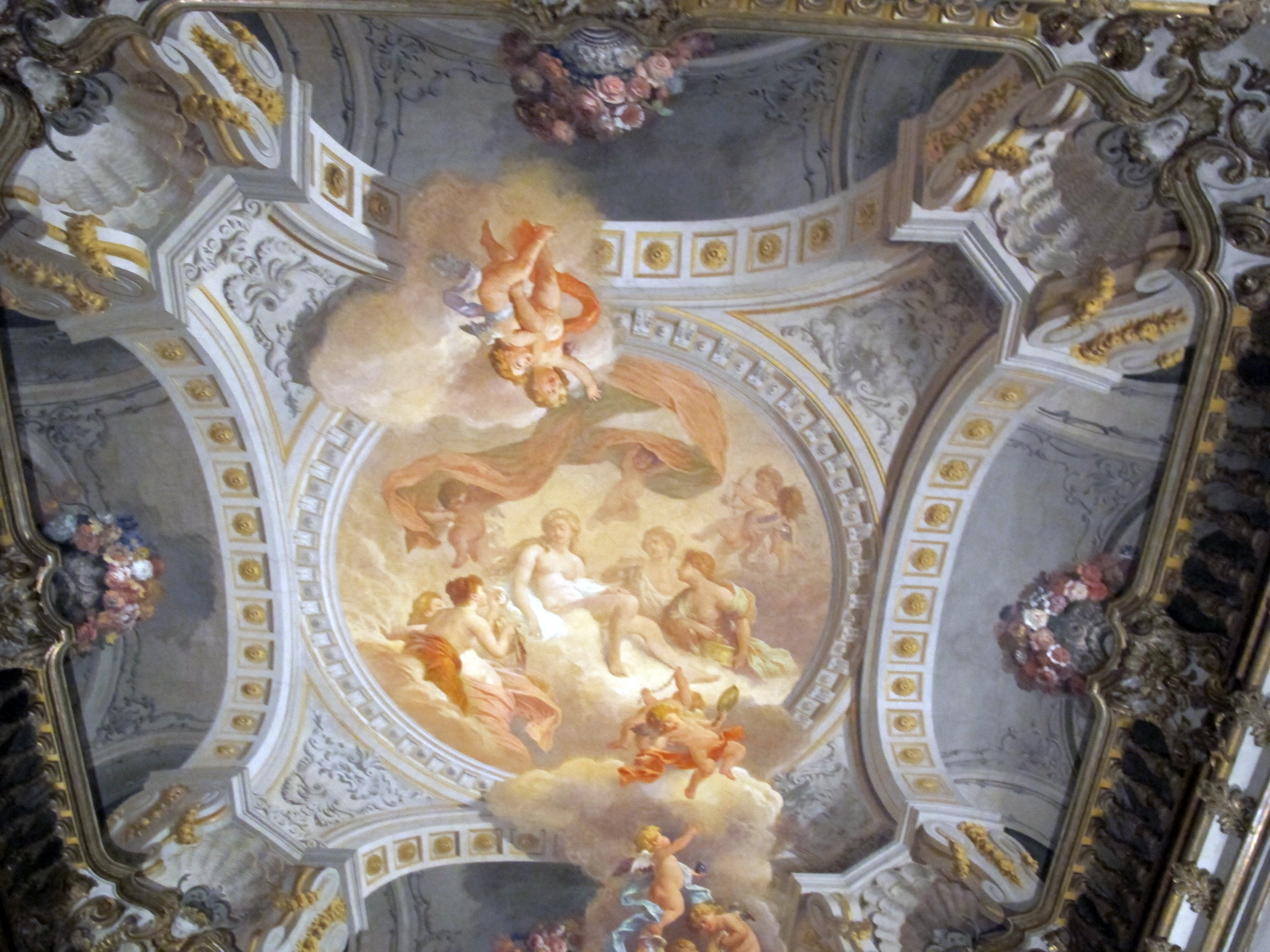
Francesco Gai, La toletta di Venere, Roma, Palazzo Brancaccio

Fu avviato agli studi presso l'Accademia di San Luca grazie all'aiuto dello zio paterno.
Tra le sue prime commissioni si ricordano due tele nel Santuario di Montenero a Livorno e l'affresco della Flagellazione sopra la porta del sacello di San Zenone, nella basilica di Santa Prassede, mentre nel 1863 gli venne assegnato un premio nell'ambito di un concorso indetto dall'Accademia di San Luca.
Quindi lavorò ancora per la chiesa di Santa Prassede, per la quale realizzò la pala con San Giovanni Gualberto che detta il testamento spirituale ai discepoli; opera, questa, che gli valse un importante riconoscimento e che contribuì a renderlo uno dei pittori più in vista di Roma.
A metà degli anni sessanta affrescò il palazzo del cardinale Antonucci a Subiaco (le pitture sono andate perdute a causa dei bombardamenti della seconda guerra mondiale); sempre a Subiaco dipinse una sala del Palazzo Moraschi con scene di Diana e Atteone, ispirate all'opera di Domenichino. Nonostante parte dell'opera (Diana ed Endimione) sia andata perduta a seguito del crollo del soffitto, le tre grandi rappresentazioni alle pareti (Il bagno di Diana, La gara di tiro con l'arco e Il trionfo di Diana) risultano in perfetto stato di conservazione e attualmente aperte al pubblico. Nel 1867 fu incaricato di eseguire ulteriori lavori per Santa Prassede; quindi restaurò anche tre dipinti nel portico di Santa Maria in Trastevere.
Nel 1870 eseguì il Ritratto di Francesco Podesti e l'anno successivo ne sposò la nipote, Guendalina Baldassarri di Recanati, figlia di Francesco Baldassarri e Adelaide Podesti, sorella dello stesso Francesco Podesti. Realizzò poi il dipinto della Fortezza per 
Palazzo Madama.
Frattanto divenne cattedratico di merito dell'Accademia di San Luca e socio onorario dell'Istituto di belle arti delle Marche in Urbino.
Nel dicembre del 1871 e nell'agosto del 1873 nacquero i due figli, Guido e Silvio, che furono ritratti più volte dal padre. Quindi si trasferì a Marlia, nei dintorni di Lucca, dove nell'ottobre del 1878 nacque la figlia Laura.
In questo periodo ricevette numerose commissioni per ritratti, collaborò alla realizzazione degli affreschi nella chiesa del Santissimo Sacramento e partecipò, senza successo, al terzo concorso per la decorazione della sala gialla di Palazzo Madama.
Rientrato a Roma, divenne il pittore di famiglia dei principi Brancaccio e dei Field, eseguendo ritratti e la decorazione del Palazzo Brancaccio. Nel 1884 ebbe il quarto e ultimo figlio, Mario Gai, divenuto in seguito architetto e custode delle sue opere.
Lavorò pure al Cimitero del Verano (cappella Ruggeri, ora De Amicis, cappella Fontana) e nel 1893 insegnò presso il Museo artistico industriale di Roma; dal 1894 al 1898 fu inoltre membro delegato del governo nel consiglio direttivo dell'istituzione.
Fu impegnato anche in alcuni restauri nella villa Muti-Bussi di Frascati e fornì i cartoni per i mosaici della chiesa della Madonna del Mare a Pola.
Nel 1905 entrò nell'Accademia dei Virtuosi al Pantheon e ricevette da papa Pio X una medaglia d'oro per la preziosa collaborazione prestata nella commissione consultiva per i restauri della cappella Sistina.
Nel 1905 si trasferì a Livorno, dal figlio Silvio, e rivette subito alcuni incarichi prestigiosi: per Giuseppe Orlando curò la progettazione e decorazione (comprese le sculture e il disegno del pavimento) della cappella di famiglia nel Cimitero della Misericordia e, sempre per gli Orlando, curò la realizzazione dei dipinti per la cappella lignea situata nell'incrociatore Georgios Averoff, varato nel 1912.
Nel 1913 fu nominato membro del Consiglio superiore dei lavori pubblici che soprintendeva al complesso cantiere per il completamento del Vittoriano.
Con il suo ultimo figlio, Mario (poi autore del palazzo della Corte d'appello di Catanzaro), progettò la nuova sede dell'Accademia di San Luca, ma la proposta fu scartata.